# Cheyenne Mountain
Cheyenne Mountain, Colorado Springs, Colorado, États-Unis, est une base de l'USAF. Elle dépend du NORAD. Depuis le 28 juillet 2006, son nom officiel est Cheyenne Mountain Directorate, anciennement Cheyenne Mountain Operations Center (CMOC), et à l'origine Cheyenne Mountain Air Force Station (CMAFS).
Elle est située, comme son nom l'indique, sous le mont Cheyenne, dont le sommet culmine à 2 915 mètres.
Au total, quatre commandements utilisaient ces installations, le North American Aerospace Defense Command (NORAD), le United States Northern Command (USNORTHCOM), le United States Strategic Command (USSTRATCOM), et le Air Force Space Command.

## Historique
Construits entre 1961 et 1966 en pleine guerre froide, les quinze bâtiments de la base ont été creusés à même la montagne, l'installation est protégée par des portes blindées anti-souffle de 25 tonnes et descend à plus de 600 mètres sous terre. Elle est censée résister à une attaque nucléaire de cinq mégatonnes si l'explosion a lieu dans un rayon de cinq kilomètres et son équipement électronique doit supporter les impulsions électromagnétiques produites par de telles attaques. Bien que la précision actuelle des armes nucléaires fasse que l'installation soit vulnérable à des impacts directs, la base reste virtuellement indestructible en cas d'attaque conventionnelle.
La base a été mise en sommeil en février 2006 à cause de son coût de fonctionnement et des éventuelles rénovations, mais avec la possibilité d'être réactivée en une heure en cas de besoin. Le Commandement de la défense aérienne pour l'Amérique du Nord (NORAD) et le Commandement nord de l'armée américaine ont déplacé leurs opérations à la base aérienne de Peterson à Colorado Springs, le quartier général du United States Northern Command. La base continue alors à servir pour certaines activités de l'armée, qui y a laissé 200 personnes après que le transfert a été terminé en 2008.
Cependant, en avril 2015, le Pentagone prend la décision de déplacer à nouveau le commandement du NORAD vers la base de Cheyenne Mountain, en raison de la menace liée aux attaques IEM. La base militaire, profondément enfouie sous le mont Cheyenne et dotée d'épaisses portes blindées, permet aux installations du NORAD de rester totalement opérationnelles en cas d'attaque électromagnétique.
Depuis 2013, le Pentagone a passé de nombreux contrats avec des sociétés privées afin de moderniser l'équipement électronique de la base, pour un montant supérieur à 850 millions de dollars. Début avril 2015, c'est un contrat de 700 millions de dollars qui a été conclu avec Raytheon, concernant l'installation de nouveaux équipements jusqu'en 2020.
Selon l'amiral William Gortney, ancien commandant du NORAD, la base aérienne de Peterson restera opérationnelle.

## Galerie

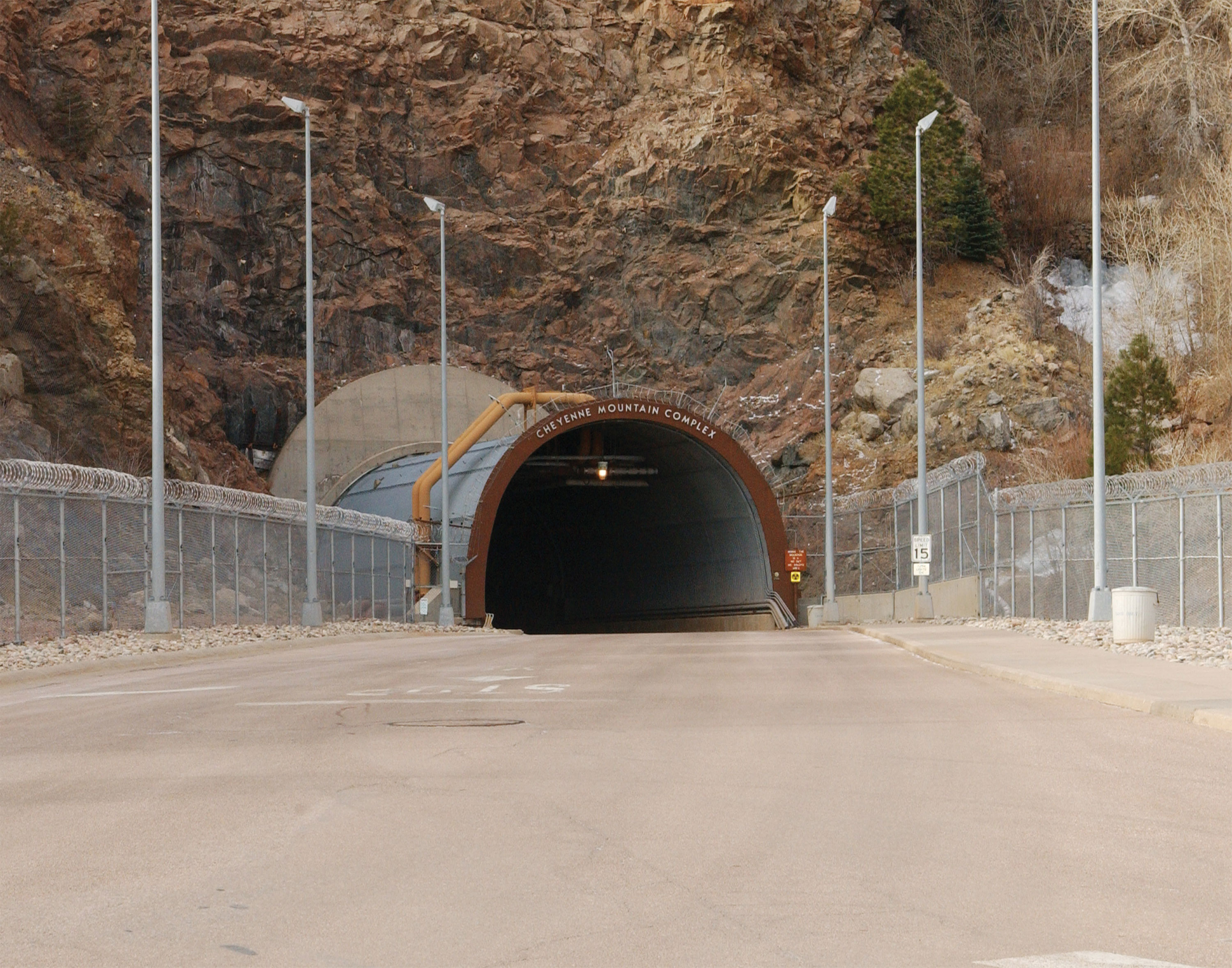
L'entrée nord.
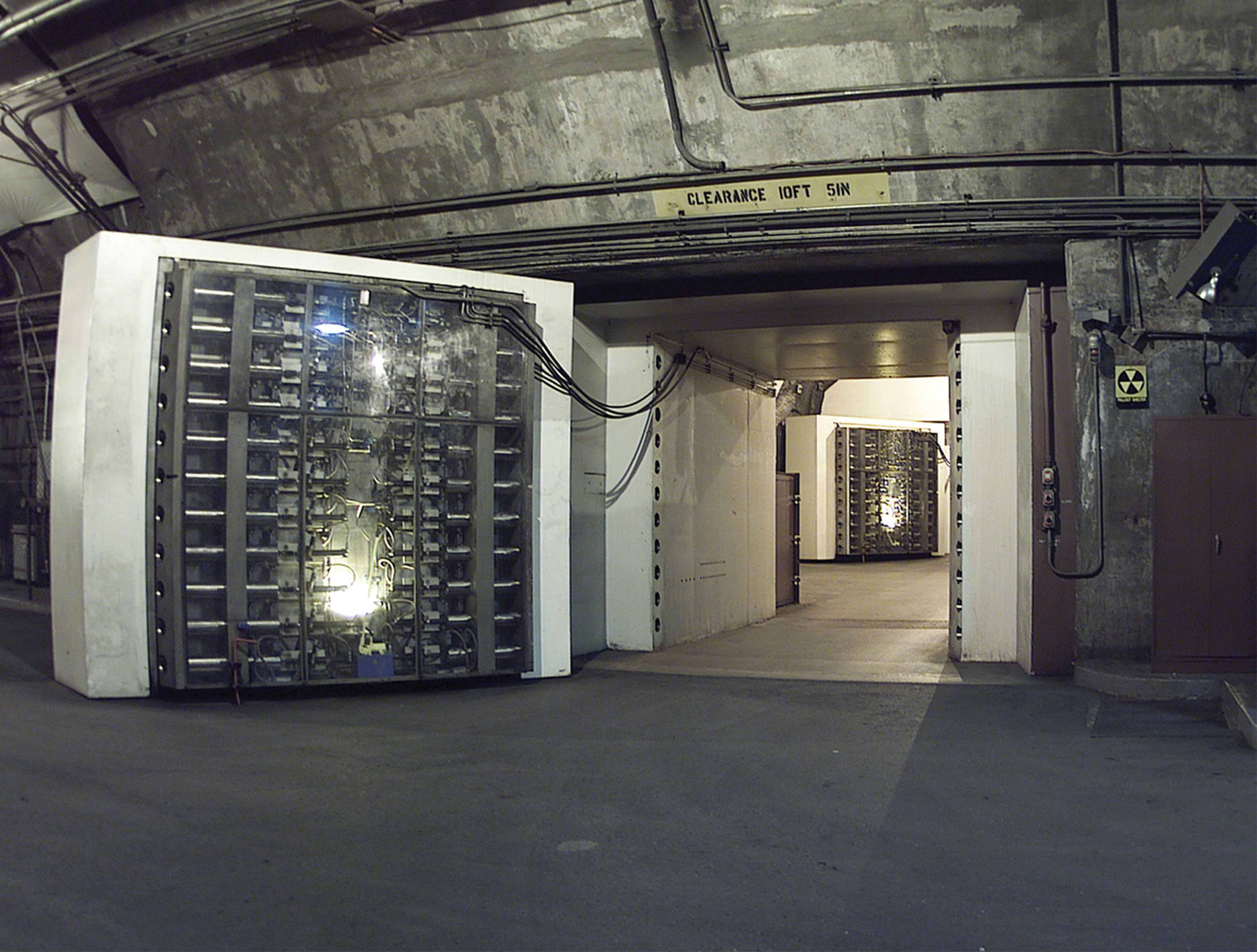
Une porte blindée anti-souffle d'environ 25 tonnes.

## Culture populaire
La base de Cheyenne Mountain est présente dans de nombreuses œuvres de fiction.

### Cinéma
La base de Cheyenne Mountain apparait dans plusieurs films, dont :
- Deep Impact ;
- Wargames ;
- Independence Day: Resurgence ;
- Interstellar.

### Séries TV
- Dans l'univers de fiction de Stargate, le SGC, l'organisation chargée de la porte des étoiles, est situé dans Cheyenne Mountain ;
- La base apparaît dans la série X-Files ;
- Elle apparaît dans la série Threshold : Premier Contact ;
- Elle apparaît même dans un épisode de South Park : Le Super-Classeur.

### Jeux
- L'action du jeu vidéo The Terminator: Rampage se déroule à Cheyenne Mountain ;
- Cheyenne Mountain est l'un des cadres du jeu de société Earth Reborn de Christophe Boelinger.
- Wasteland 3, situé dans la zone de Colorado springs, Il est fait référence à la base de Cheyenne Mountain et son système de défense anti nucléaire.
- La base Cheyenne apparaît dans le multijoueur de Call of Duty: Black Ops Cold War, en tant que carte du mode Confrontation. La carte est nommée ICBM.